# Éric Perrot (biathlon)
Pour l’article homonyme, voir Éric Perrot.
Éric Perrot, né le 29 juin 2001 à Bourg-Saint-Maurice, est un biathlète franco-norvégien représentant la France, champion du monde de l'individuel en 2025. Il est également double champion du monde de relais mixte avec l'équipe de France.

## Biographie
Il est le fils de deux anciens biathlètes, le Français Franck Perrot et la Norvégienne Tone Marit Oftedal, tous deux anciens champions du monde juniors de biathlon, respectivement en individuel en 1992 à Canmore, et en relais en 1993 à Ruhpolding. Il passe la majorité de son enfance en Savoie, à Peisey Vallandry et une année en Norvège, ce qui l'incite à choisir de concourir pour la France,.
En parallèle de sa carrière de biathlète, il est étudiant en STAPS à l'Université de Grenoble.
Il fait également partie de l'Armée de Terre au sein du programme Armée des champions. À ce titre, il est sélectionné pour les Jeux Mondiaux d'hiver militaire.

## Parcours sportif

### 2019-2020
Éric Perrot fait ses débuts internationaux lors des championnats du monde juniors à Lenzerheide en 2020 où, en catégorie jeunes, il obtient la médaille de bronze de l'individuel et se classe 15e du sprint, 14e de la poursuite et 5e du relais. Il fait ses débuts en IBU Cup la saison suivante en janvier 2021 à Arber, signant notamment une 8e place sur le sprint.

### 2020-2021
Il se distingue aux championnats du monde juniors 2021 à Obertilliach en décrochant la médaille d'argent de la poursuite, après une 5e place sur le sprint, et en remportant le titre mondial du relais en compagnie d'Oscar Lombardot, Sébastien Mahon et Émilien Claude. Il termine la saison 2020-2021 à la 33e place du classement général de l'IBU Cup, puis débute en Coupe du monde le 19 mars 2021 à Östersund, sur le dernier sprint de la saison 2020-2021 : il se classe 76e avec 3 fautes au tir debout.

### 2021-2022
Ses bonnes performances en IBU Cup en ouverture de la saison 2021-2022 lui permettent de gagner sa sélection pour la deuxième étape de la coupe du monde à Östersund où il dispute le sprint puis la poursuite pour laquelle il s'est qualifié, manquant à chaque fois de peu de rentrer dans les points. Il conserve sa place en coupe du Monde pour la 3e étape à Hochfilzen où il inscrit ses premiers points pour le classement général avec une 36e place sur la poursuite. Lors de l'étape de Ruhpolding, il réalise son premier 10/10 au tir en coupe du monde sur le sprint et se classe 8e. Sélectionné dans l'équipe de France olympique pour les Jeux de Pékin en février 2022 avec le statut de remplaçant, il n'a finalement pas l'occasion de participer.

### 2022-2023

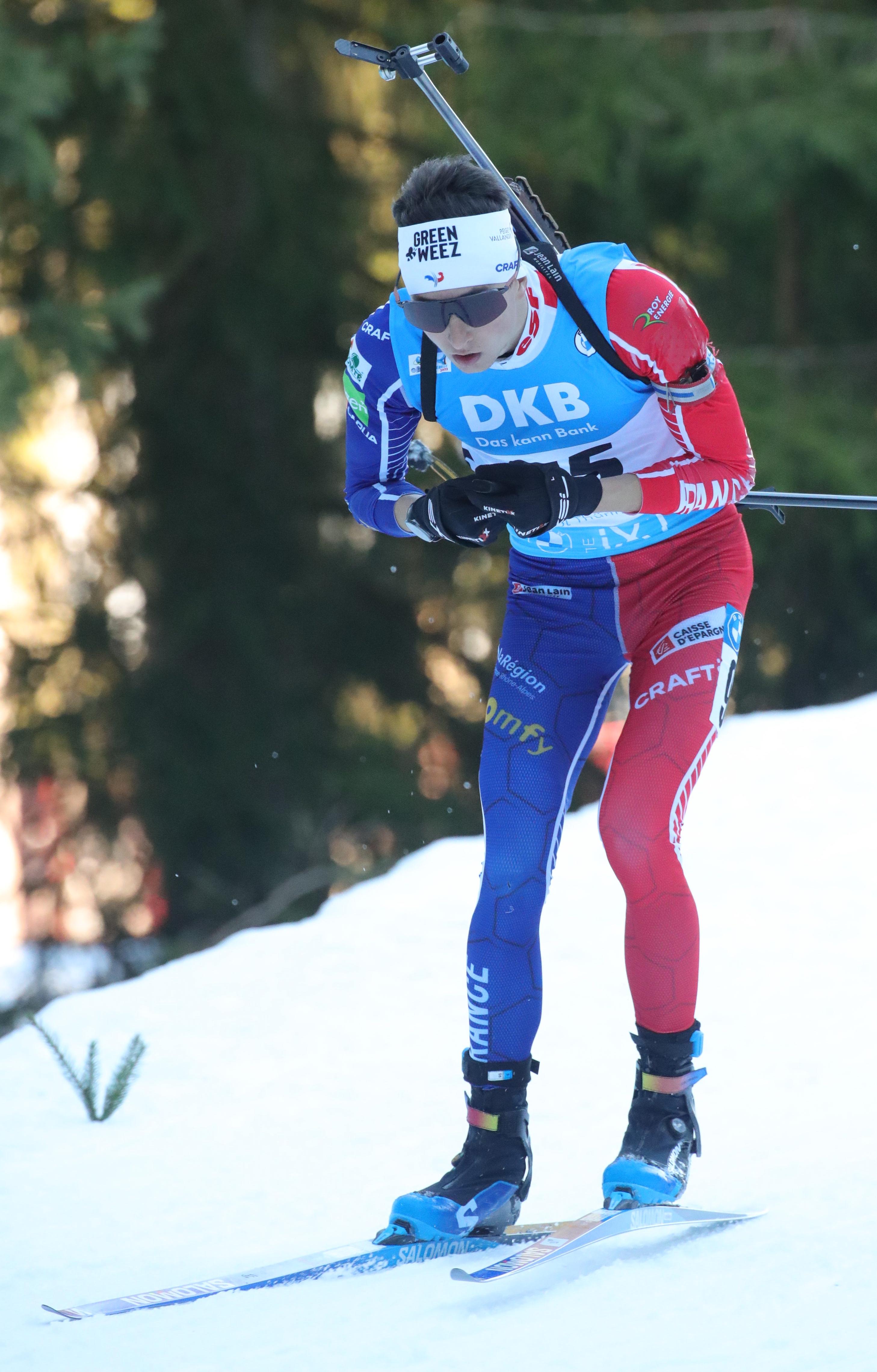
Eric Perrot en 2023.

Il commence la saison 2022-2023 au sein de l'équipe première en coupe du monde. Insatisfait de ses performances du mois de décembre, l'encadrement de l'équipe de France le remplace en coupe du monde, début janvier. Il doit ainsi retourner en IBU Cup participer à l'étape de Brezno-Osrblie. Il y brille, remportant avec autorité toutes les épreuves qu'il dispute (qualification et finale du super sprint et sprint) et récupère immédiatement sa place en coupe du monde.
Il est ensuite sélectionné pour les championnats du monde 2023 en février à Oberhof. Il dispute trois épreuves individuelles et se classe au mieux 32e (individuel et poursuite).
Le dernier « trimestre » de compétition sera pour lui celui des premières. Tout d'abord à Nové Město, le 5 mars, il participe à son premier relais mixte, qu'il remporte en compagnie de Lou Jeanmonnot, Caroline Colombo et Fabien Claude, signant ainsi sa première victoire en coupe du monde. Le 9 mars 2023, lors de l'avant-dernière étape à Östersund, il participe à sa première cérémonie des fleurs grâce à sa 6e place sur l'individuel. Cette performance lui permet de se qualifier pour la toute première mass-start de sa carrière. Le 12 mars, au cours de cette épreuve reine, il fait forte impression en luttant avec les meilleurs. Il termine à la 3e place derrière les Norvégiens Vetle Sjaastad Christiansen et Johannes Dale et monte sur son premier podium individuel de coupe du Monde.

### 2023-2024
Eric Perrot dispute l'intégralité de la saison de coupe du monde 2023-2024, signant plusieurs top 10 dès le mois de décembre.
Aux Championnats du monde de biathlon 2024 en février à Nové Město, il remporte la médaille d'or, sa première, avec le relais mixte français, puis gagne la médaille de bronze avec le relais masculin. Sur le plan individuel, il manque de peu la médaille en échouant au pied du podium sur le sprint (4e).
Il signe la première victoire de sa carrière en Coupe du monde le 9 mars 2024 sur le sprint de Soldier Hollow, avant de monter à nouveau sur le podium à l'issue de la poursuite de Canmore la semaine suivante. Il termine à la 11e place du classement général de la coupe du monde et se classe finalement deuxième derrière Tommaso Giacomel dans la catégorie des jeunes de moins de vingt-cinq ans.

### 2024-2025: champion du monde de l'individuel et troisième du classement général
Éric Perrot se met en évidence dès l'ouverture de la saison 2024-2025 de coupe du monde à Kontiolahti. Il gagne le relais avec l'équipe de France, se classe 6e de l'individuel court, 11e du sprint et remporte surtout la mass start, lui permettant d'enfiler provisoirement le dossard jaune. Il est régulier tout au long de l'hiver et à l'issue du second trimestre fin janvier, il pointe à la troisième place du classement général.
En février, aux Championnats du monde 2025 à Lenzerheide, il décroche avec l'équipe de France, comme l'année précédente, la médaille d'or du relais mixte qui lance la compétition. Après une décevante quinzième place sur le sprint, il effectue une remarquable remontée lors de la poursuite en signant le meilleur temps de l'épreuve avec un 19/20 au tir, performance qui le conduit à sa première médaille mondiale individuelle, en bronze. Il est ensuite sacré champion du monde de l'individuel devant Tommaso Giacomel (médaille d'argent) et Quentin Fillon Maillet (médaille de bronze) puis obtient la médaille d'argent en relais en compagnie des frères Claude et de Fillon-Maillet.
À la reprise de la Coupe du monde en mars, il signe sa troisième victoire de la saison en s'imposant sur la mass-start à Pokljuka. À un point près, il manque d'ailleurs de remporter le petit globe de la mass-start à Oslo. Il termine finalement 3e du classement général, place qu'il a occupée une grande partie de l'hiver 2024-2025, derrière les Norvégiens S.H. Lægreid et J.T. Bø.

## Palmarès

### Championnats du monde
| Édition \ Épreuve | Individuel           | Sprint | Poursuite                 | Mass start | Relais                    | Relais mixte         | Relais mixte simple |
| ----------------- | -------------------- | ------ | ------------------------- | ---------- | ------------------------- | -------------------- | ------------------- |
| Oberhof 2023      | 32e                  | 49e    | 32e                       | —          | —                         | —                    | —                   |
| Nove Mesto 2024   | 8e                   | 4e     | 14e                       | 9e         | Médaille de bronze, monde | Médaille d'or, monde | —                   |
| Lenzerheide 2025  | Médaille d'or, monde | 14e    | Médaille de bronze, monde | 7e         | Médaille d'argent, monde  | Médaille d'or, monde | —                   |

Légende :
- : médaille d’or
- : médaille de bronze
- — : non disputée par Éric Perrot

### Coupe du Monde
- Meilleur classement général : 3e en 2025.
- 25 podiums : 
  - 9 podiums individuels : 4 victoires, 2 deuxième place et 3 troisièmes places.
  - 10 podiums en relais : 3 victoires, 4 deuxièmes places et 3 troisièmes places.
  - 6 podiums en relais mixte : 3 victoires et 3 deuxièmes places.

 Dernière mise à jour le 23 mars 2025

#### Classements en Coupe du Monde
| Saison    | Individuel | Individuel | Individuel | Sprint  | Sprint | Sprint   | Poursuite | Poursuite | Poursuite | Mass start | Mass start | Mass start | Général | Général | Général  |
| Saison    | Courses    | Points     | Position   | Courses | Points | Position | Courses   | Points    | Position  | Courses    | Points     | Position   | Courses | Points  | Position |
| --------- | ---------- | ---------- | ---------- | ------- | ------ | -------- | --------- | --------- | --------- | ---------- | ---------- | ---------- | ------- | ------- | -------- |
| 2020-2021 |            |            |            | 1 / 10  | -      | n.c.     |           |           |           |            |            |            | 1 / 26  | -       | n.c.     |
| 2021-2022 | 1 / 2      | -          | n.c.       | 8 / 9   | 34     | 61e      | 5 / 7     | 9         | 70e       |            |            |            | 14 / 22 | 43      | 68e      |
| 2022-2023 | 3 / 3      | 76         | 13e        | 5 / 7   | 27     | 49e      | 3 / 7     | 26        | 48e       | 1 / 4      | 60         | 26e        | 12 / 21 | 189     | 34e      |
| 2023-2024 | 3 / 3      | 89         | 11e        | 7 / 7   | 232    | 11e      | 7 / 7     | 227       | 11e       | 4 / 4      | 74         | 21e        | 21 / 21 | 622     | 11e      |
| 2024-2025 | 3 / 3      | 111        | 5e         | 7 / 7   | 250    | 7e       | 6 / 6     | 251       | 5e        | 5 / 5      | 314        | 2e         | 21 / 21 | 926     | 3e       |

#### Victoires
| Saison \ Épreuve | Individuel                 | Sprint         | Poursuite | Mass start           | Total |
| ---------------- | -------------------------- | -------------- | --------- | -------------------- | ----- |
| 2023-2024        |                            | Soldier Hollow |           |                      | 1     |
| 2024-2025        | Lenzerheide (Ch. du monde) |                |           | Kontiolahti Pokljuka | 3     |
| Total            | 1                          | 1              | 0         | 2                    | 4     |

Dernière mise à jour le 15 mars 2025.

#### Résultats détaillés en Coupe du Monde
| 2020-2021 |        |        |        |        |        |        |        |        |        |        |        |        |         |        |        | .      | .      | .     | .      |        |        |        |        |        |        |    | n.c. |
| 2020-2021 | IN     | SP     | SP     | PU     | SP     | PU     | SP     | PU     | MS     | SP     | PU     | SP     | MS      | IN     | MS     | SP     | PU     | IN    | MS     | SP     | PU     | SP     | PU     | SP 76e | PU     | MS | n.c. |
| 2021-2022 |        |        |        |        |        |        |        |        |        |        |        |        |         |        |        | .      | .      | .     | .      |        |        |        |        |        |        |    | 68e  |
| 2021-2022 | IN     | SP     | SP 46e | PU 41e | SP 45e | PU 36e | SP 68e | PU     | MS     | SP 74e | PU     | SP 8e  | PU 37e  | IN 60e | MS     | IN     | SP     | PU    | MS     | SP 41e | PU 43e | SP 42e | MS     | SP 60e | PU 45e | MS | 68e  |
| 2022-2023 |        |        |        |        |        |        |        |        |        |        |        |        |         |        | .      | .      | .      | .     |        |        |        |        |        |        |        |    | 34e  |
| 2022-2023 | IN 25e | SP 34e | PU 37e | SP 69e | PU     | SP 74e | PU     | MS     | SP     | PU     | IN 21e | MS     | SP N.P. | PU     | SP 49e | PU 32e | IN 32e | MS    | SP 21e | PU 22e | IN 6e  | MS 3e  | SP 50e | PU 38e | MS     |    | 34e  |
| 2023-2024 |        |        |        |        |        |        |        |        |        |        |        |        |         |        | .      | .      | .      | .     |        |        |        |        |        |        |        |    | 11e  |
| 2023-2024 | IN 25e | SP 22e | PU 21e | SP 10e | PU 7e  | SP 10e | PU 11e | MS 23e | SP 45e | PU 26e | SP 16e | PU 9e  | SI 18e  | MS 23e | SP 4e  | PU 14e | IN 8e  | MS 9e | IN 4e  | MS 20e | SP 1er | PU 8e  | SP 7e  | PU 3e  | MS 20e |    | 11e  |
| 2024-2025 |        |        |        |        |        |        |        |        |        |        |        |        |         |        | .      | .      | .      | .     |        |        |        |        |        |        |        |    | 3e   |
| 2024-2025 | SI 6e  | SP 11e | MS 1er | SP 13e | PU 12e | SP 7e  | PU 2e  | MS 11e | SP 10e | PU 5e  | IN 12e | MS 12e | SP 8e   | PU 7e  | SP 14e | PU 3e  | IN 1er | MS 7e | SP 4e  | PU 11e | SI 8e  | MS 1er | SP 13e | PU 15e | MS 2e  |    | 3e   |

#### Podiums en relais en Coupe du Monde
| Podiums en relais en Coupe du monde | Podiums en relais en Coupe du monde | Podiums en relais en Coupe du monde | Podiums en relais en Coupe du monde | Podiums en relais en Coupe du monde | Podiums en relais en Coupe du monde | Podiums en relais en Coupe du monde | Podiums en relais en Coupe du monde | Podiums en relais en Coupe du monde | Podiums en relais en Coupe du monde | Podiums en relais en Coupe du monde |
| n°                                  | Saison                              | Date                                | Lieu                                | Épreuve                             | Résultat                            | Composition                         | Composition                         | Composition                         | Composition                         | Compétition                         |
| ----------------------------------- | ----------------------------------- | ----------------------------------- | ----------------------------------- | ----------------------------------- | ----------------------------------- | ----------------------------------- | ----------------------------------- | ----------------------------------- | ----------------------------------- | ----------------------------------- |
| 1                                   | 2021-2022                           | 01-12-2022                          | Kontiolahti                         | Relais 4 x 7,5 km                   | Médaille de bronze                  | É. Perrot                           | F. Claude                           | É. Jacquelin                        | Q. Fillon Maillet                   | Coupe du monde                      |
| 2                                   | 2022-2023                           | 13-01-2023                          | Ruhpolding                          | Relais 4 x 7,5 km                   | Médaille de bronze                  | É. Perrot                           | Q. Fillon Maillet                   | A. Guigonnat                        | F. Claude                           | Coupe du monde                      |
| 3                                   | 2022-2023                           | 05-03-2023                          | Nové Město                          | Relais mixte 4 x 6 km               | Médaille d'or                       | L. Jeanmonnot                       | C. Colombo                          | É. Perrot                           | F. Claude                           | Coupe du monde                      |
| 4                                   | 2022-2023                           | 11-03-2023                          | Östersund                           | Relais 4 x 7,5 km                   | Médaille d'argent                   | O. Lombardot                        | A. Guigonnat                        | É. Perrot                           | F. Claude                           | Coupe du monde                      |
| 5                                   | 2023-2024                           | 30-11-2023                          | Östersund                           | Relais 4 x 7,5 km                   | Médaille d'argent                   | É. Perrot                           | É. Jacquelin                        | F. Claude                           | Q. Fillon Maillet                   | Coupe du monde                      |
| 6                                   | 2023-2024                           | 10-11-2023                          | Hochfilzen                          | Relais 4 x 7,5 km                   | Médaille d'argent                   | É. Perrot                           | É. Jacquelin                        | F. Claude                           | Q. Fillon Maillet                   | Coupe du monde                      |
| 7                                   | 2023-2024                           | 07-02-2024                          | Nové Město                          | Relais mixte                        | Médaille d'or, monde                | É. Perrot                           | Q. Fillon Maillet                   | J. Braisaz-Bouchet                  | J.Simon                             | Championnats du monde               |
| 8                                   | 2023-2024                           | 17-02-2024                          | Nové Město                          | Relais 4 x 7,5 km                   | Médaille de bronze, monde           | É. Perrot                           | F. Claude                           | É. Jacquelin                        | Q. Fillon Maillet                   | Championnats du monde               |
| 9                                   | 2024-2025                           | 30-11-2024                          | Kontiolahti                         | Relais mixte                        | Médaille d'argent                   | L. Jeanmonnot                       | J. Braisaz-Bouchet                  | É. Perrot                           | É. Jacquelin                        | Coupe du monde                      |
| 10                                  | 2024-2025                           | 01-12-2024                          | Kontiolahti                         | Relais 4 x 7,5 km                   | Médaille d'or                       | F. Claude                           | Q. Fillon Maillet                   | É. Perrot                           | É. Jacquelin                        | Coupe du monde                      |
| 11                                  | 2024-2025                           | 15-12-2024                          | Hochfilzen                          | Relais 4 x 7,5 km                   | Médaille d'or                       | F. Claude                           | Q. Fillon Maillet                   | É. Perrot                           | É. Jacquelin                        | Coupe du monde                      |
| 12                                  | 2024-2025                           | 12-01-2025                          | Oberhof                             | Relais mixte                        | Médaille d'argent                   | Fabien Claude                       | É. Perrot                           | Jeanne Richard                      | Lou Jeanmonnot                      | Coupe du monde                      |
| 13                                  | 2024-2025                           | 25-01-2025                          | Antholz - Anterselva                | Relais 4 x 7,5 km                   | Médaille d'or                       | F. Claude                           | Q. Fillon Maillet                   | É. Perrot                           | É. Jacquelin                        | Coupe du monde                      |
| 14                                  | 2024-2025                           | 12-02-2025                          | Lenzerheide                         | Relais mixte                        | Médaille d'or, monde                | J. Simon                            | L. Jeanmonnot                       | É. Perrot                           | É. Jacquelin                        | Championnats du monde               |
| 15                                  | 2024-2025                           | 22-02-2025                          | Lenzerheide                         | Relais 4 x 7,5 km                   | Médaille d'argent, monde            | É. Claude                           | F. Claude                           | É. Perrot                           | Q. Fillon Maillet                   | Championnats du monde               |

### Championnats d'Europe
| Édition \ Épreuve   | Individuel | Sprint | Poursuite | Relais mixte | Relais mixte simple |
| ------------------- | ---------- | ------ | --------- | ------------ | ------------------- |
| Duszniki-Zdrój 2021 | N.P.       | 5e     | 33e       | 12e          | —                   |

Légende :
- — : non disputée par Éric Perrot
- N.P. : non partant

### IBU Cup

#### Podiums individuels en IBU Cup
| Podiums individuels en IBU Cup | Podiums individuels en IBU Cup | Podiums individuels en IBU Cup | Podiums individuels en IBU Cup | Podiums individuels en IBU Cup | Podiums individuels en IBU Cup |
| n°                             | Saison                         | Date                           | Lieu                           | Épreuve                        | Résultat                       |
| ------------------------------ | ------------------------------ | ------------------------------ | ------------------------------ | ------------------------------ | ------------------------------ |
| 1                              | 2022-2023                      | 05-01-2023                     | Brezno-Osrblie                 | Super sprint 7,5 km            | Médaille d'or                  |
| 2                              | 2022-2023                      | 07-01-2023                     | Brezno-Osrblie                 | Sprint 10 km                   | Médaille d'or                  |

### Championnats du Monde jeunes et juniors
| Édition \ Épreuve | Individuel                | Sprint | Poursuite                | Relais               |
| ----------------- | ------------------------- | ------ | ------------------------ | -------------------- |
| Lenzerheide 2020  | Médaille de bronze, monde | 15e    | 14e                      | 5e                   |
| Obertilliach 2021 | 8e                        | 5e     | Médaille d'argent, monde | Médaille d'or, monde |

Légende :
- participation aux Championnats du monde de la jeunesse

- : première place, médaille d'or
- : deuxième place, médaille d'argent
- : troisième place, médaille de bronze

### Championnats d'Europe juniors
| Édition \ Épreuve | Individuel | Sprint | Poursuite                        | Relais mixte                     | Relais mixte simple              |
| ----------------- | ---------- | ------ | -------------------------------- | -------------------------------- | -------------------------------- |
| Hochfilzen 2020   | 33e        | 23e    | Épreuve inexistante à cette date | Épreuve inexistante à cette date | Épreuve inexistante à cette date |

Légende :
- : épreuve annulée en raison de la crise sanitaire du Covid-19

### Jeux Olympiques de la Jeunesse
| Édition \ Épreuve | Sprint               | Individuel | Relais mixte             |
| ----------------- | -------------------- | ---------- | ------------------------ |
| Sarajevo 2019     | Médaille d'or, monde | 41e        | Médaille d'argent, monde |

### Championnats de France
| Édition                                                 | Catégorie | Résultat scratch | Résultat catégorie        | Tir               |
| Prémanon 2018                                           | U19       | 11e              | 11e                       | 18 / 20 (1-1-0-0) |
| Méribel 2019                                            | U19       | 6e               | 4e                        | 20 / 20 (0-0-0-0) |
| Épreuve annulée en raison de la pandémie de coronavirus |           |                  |                           |                   |
| Les Contamines-Montjoie 2021                            | U22       | 7e               | Médaille d'argent, monde  | 16 / 20 (1-0-3-0) |
| Prémanon 2022                                           | U22       | 5e               | Médaille de bronze, monde | 17 / 20 (1-0-0-2) |

### Championnats de France de biathlon d'été
- 2022
  - Champion de France du sprint court
  - 2e du sprint